# 萊爾希菲爾茨科格爾山
47°26′34″N 12°32′56″E / 47.44278°N 12.54889°E
萊爾希菲爾茨科格爾山（德語：Lärchfilzkogel），是奧地利的山峰，位於該國西部，由蒂羅爾州負責管轄，屬於基茨比爾阿爾卑斯山脈的一部分，海拔高度1,654米。